# Bettembos
Bettembos település Franciaországban, Somme megyében. Lakosainak száma 96 fő (2022. január 1.). Bettembos Caulières, Hornoy-le-Bourg, Lamaronde, Lignières-Châtelain, Offignies és Vraignes-lès-Hornoy községekkel határos.

## Népesség
A település népességének változása:
| Lakosok száma | 94   | 96   | 102  | 102  | 105  | 106  | 107  | 102  | 96   |
|               | 2013 | 2015 | 2016 | 2017 | 2018 | 2019 | 2020 | 2021 | 2022 |